# Nero (Händel)
Nero (HWV 2) es la segunda ópera de Georg Friedrich Händel, compuesta en 1705 según el libreto de Friedrich Christian Feustking, en tres actos. La primera actuación es del 25 de febrero de 1705 en el Oper am Gänsemarkt (Ópera de Hamburgo). La música se ha perdido.
Después de haber logrado un éxito considerable con su primera ópera, Almira, Händel quiso replicar su éxito lo antes posible y al mes siguiente realizó Nero con el subtítulo Die durch Blut und Mord erlangte Liehe (Nerón o el amor obtenido con sangre y crimen). 
Nero también fue un éxito, aunque de corta duración, dado que solo se interpretó en tres ocasiones. El joven Händel vio confirmadas sus habilidades, a pesar del hecho de que la ópera en sí misma no lo satisfizo por completo, aunque no por la baja calidad de su música. De hecho, parece que los versos eran tan pobres que el mismo Händel estaba muy insatisfecho con el libretista, tanto como para criticarlo con fuerza.